# Article de classement
 (mars 2023).
Si vous disposez d'ouvrages ou d'articles de référence ou si vous connaissez des sites web de qualité traitant du thème abordé ici, merci de compléter l'article en donnant les références utiles à sa vérifiabilité et en les liant à la section « Notes et références ».

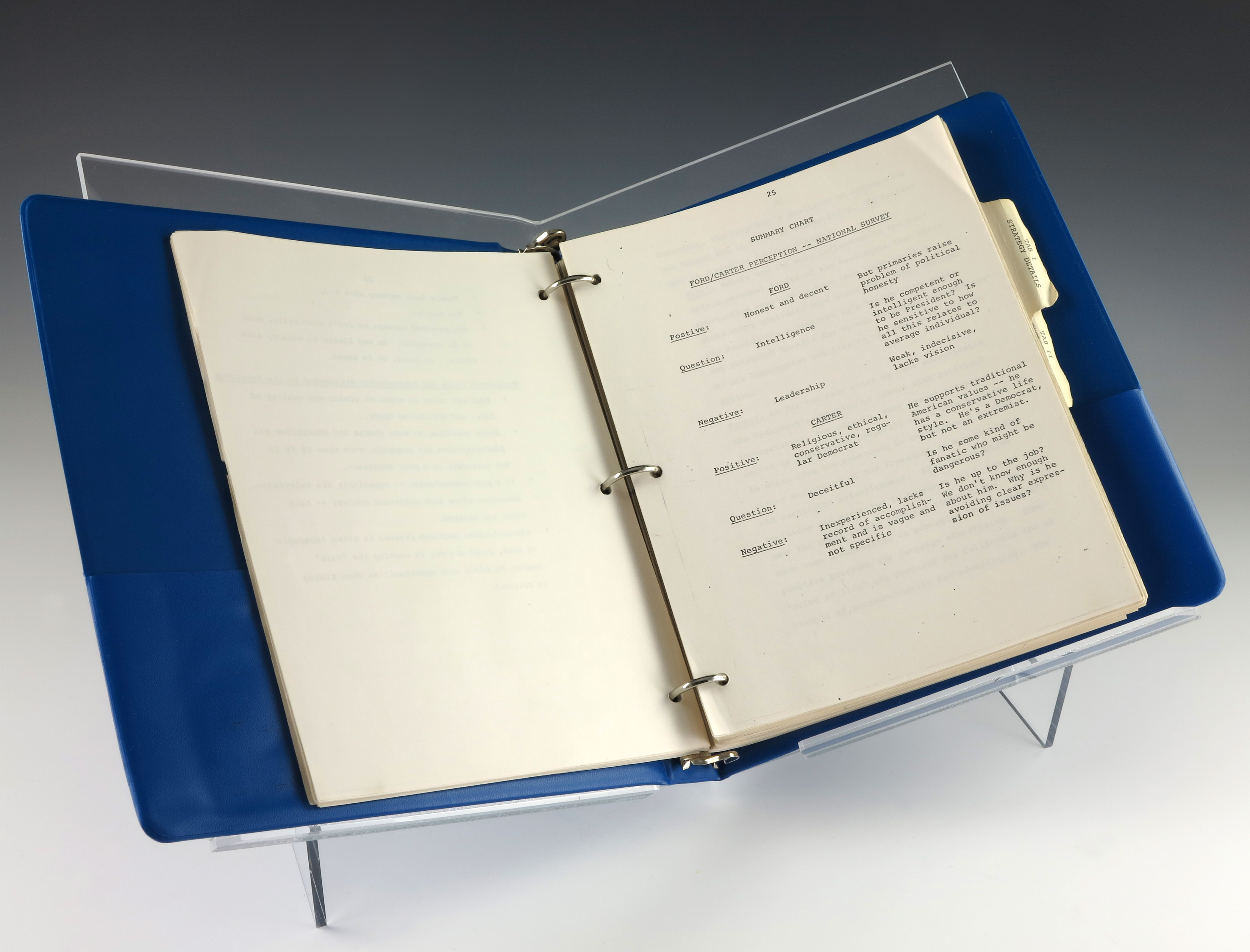
Un classeur à anneaux.

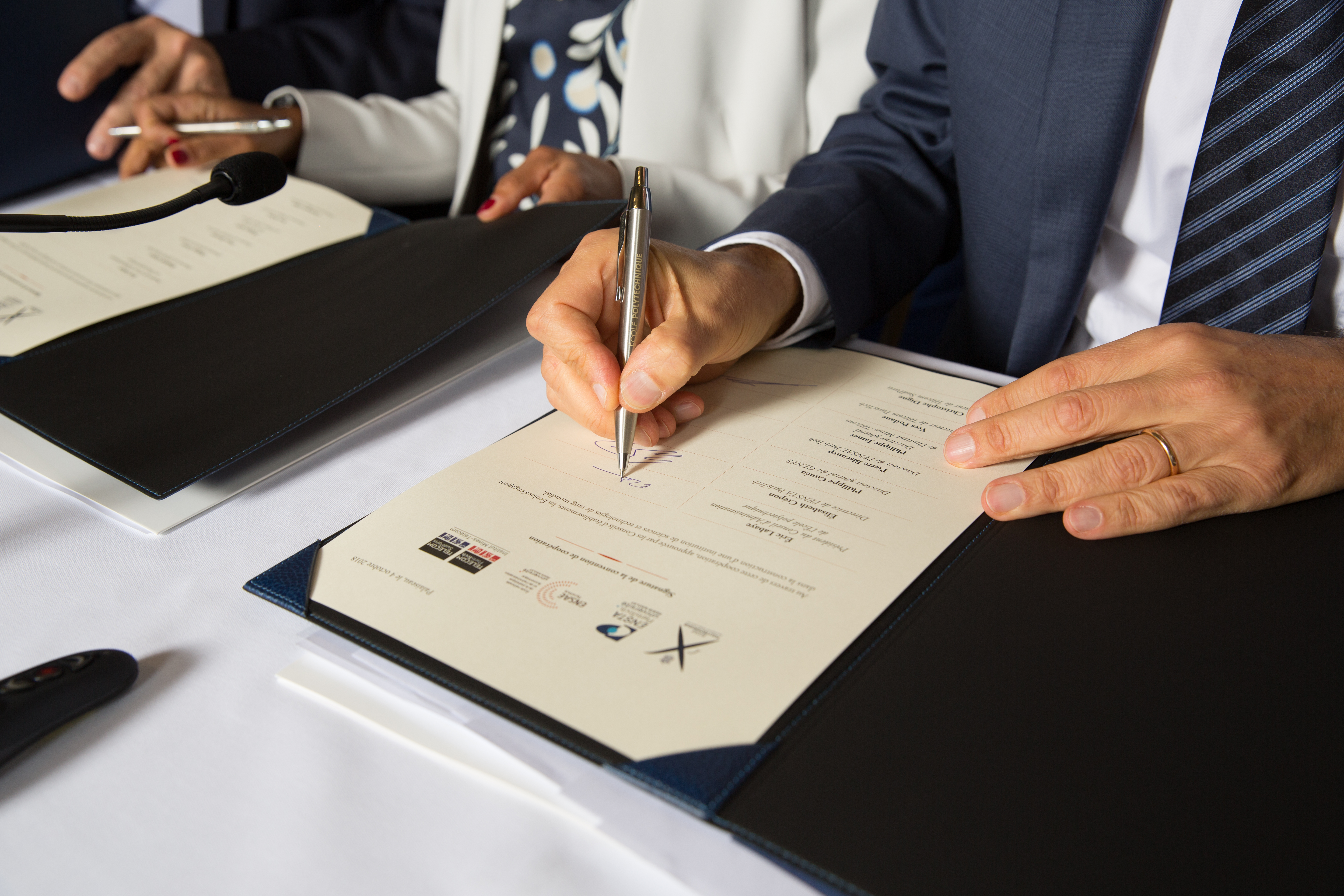
Utilisation d'un parapheur.

On appelle article de classement tous les articles qui servent à classer des documents au quotidien. Voici quelques grandes familles de produits :
- les classeurs (à anneaux ou à levier) et les intercalaires
- les chemises en carte ou en polypro
- les protège-documents
- les enveloppes standard et spéciales
- les étuis de protection
- les boîtes
- les trieurs
- les parapheurs
- les cartons à dessin

Les réseaux de distribution sont nombreux :
- la grande distribution générale
- les super stores (super marchés)
- les grossistes (commerce de gros)
- la vente par correspondance
- les petits distributeurs (papeterie de quartier)